# Cylindropuntia fosbergii
Cylindropuntia fosbergii là một loài thực vật có hoa trong họ Cactaceae. Loài này được (C.B.Wolf) Rebman, M.A.Baker & Pinkava mô tả khoa học đầu tiên năm 2001.